# Блавати
Блавати (пол. Bławaty, нім. Blumenberg II) — село в Польщі, у гміні Стшельно Моґіленського повіту Куявсько-Поморського воєводства.
Населення — 150 осіб (2011).
У 1975-1998 роках село належало до Бидгощського воєводства.

## Демографія
Демографічна структура станом на 31 березня 2011 року:
|          | Загалом | Допрацездатний вік | Працездатний вік | Постпрацездатний вік |
| -------- | ------- | ------------------ | ---------------- | -------------------- |
| Чоловіки | 85      | 14                 | 64               | 7                    |
| Жінки    | 65      | 11                 | 41               | 13                   |
| Разом    | 150     | 25                 | 105              | 20                   |